# Charles Scudder
Charles White Scudder (* 29. Juli 1864 in St. Louis; † 5. Januar 1939 ebenda) war ein US-amerikanischer Golfspieler.

## Karriere
Scudder nahm 1904 an den Olympischen Spielen in seiner Heimatstadt St. Louis teil. Hier erreichte er im Einzelwettbewerb in der Qualifikation Rang 35 und schied aus.
Neben seinen sportlichen Aktivitäten besaß er ein Sportgeschäft in St. Louis.